# Burn (Fear Factory)
Burn è un EP dei Fear Factory, pubblicato nel 1997 dalla Roadrunner Records.
La title track è un remix di Flashpoint, canzone del precedente Demanufacture, presente anche in Remanufacture.

## Tracce
1. Burn – 5:06
2. Cyberdyne – 4:30
3. Transgenic – 5:45
4. Refueled – 4:38